# Дженні Егаттер
Дженні Егаттер (англ. Jenny Agutter; нар. 20 грудня 1952, Тонтон, Англія, Велика Британія) — британська акторка і танцюристка.

## Ранні роки
Дженні Егаттер народилася 20 грудня 1952 року в місті Тонтон у Великій Британії в сім'ї армійського офіцера. Майже все дитинство провела з сім'єю в роз'їздах, постійно змінюючи місце проживання: Німеччина, Кіпр, Сінгапур, Малайзія. В 11 років вступила до балетної школи «Елмхерст».

## Кар'єра
Егаттер почала свою кар'єру, дебютувавши у фільмі Натана Джуран «Східний Судан» (1964). Слідом за цим юна акторка знялася в цілому ряді фільмів, у тому числі в сімейній драмі за романом Едіт Несбіт «Діти залізниці» (1970), де зіграла старшу дочку в сім'ї несправедливо засудженої людини. Ця картина зробила Егаттер знаменитою, і незабаром їй стало практично неможливо поєднувати заняття в театральній школі з постійним зніманням. Ще одним популярним фільмом за її участю став фільм Ніколаса Роуга «Обхід» (1971), що є експериментальною драмою, в якій було показано зіткнення двох культур Австралійського континенту — міської культури білих людей і культури аборигенів. У цій картині Дженні зіграла дівчину-підлітку, загублену на просторах Австралії зі своїм молодшим братом.
З початку 1970-х років акторка стала активно зніматися в Голлівуді. Там її першим великим успіхом став телевізійний фільм «Сніговий гусак» (1971), в якому вона грала разом з Річардом Гаррісом. За роль у цьому фільмі Еггатер була відзначена премією «Еммі» як найкраща акторка другого плану. Свою кінокар'єру в США вона успішно поєднувала з театральною кар'єрою у Великій Британії, беручи участь у постановках Національного театру.
Піку популярності Егеттер досягла у другій половині 1970-х, знявшись разом з Майклом Йорком у науково-фантастичному фільмі «Втеча Логана» (1976), з Дональдом Сазерлендом і Майклом Кейном у військовому трилері «Орел приземлився» (1976), з Річардом Чемберленом в історико-пригодницькому фільмі «Людина в залізній масці» (1977), а також у психологічному трилері режисера Сідні Люмета за п'єсою Пітера Шаффера «Еквус» (1977). За роль Джилл Мейсон в «Еквусі» вона була відзначена премією BAFTA в номінації «Найкраща жіноча роль другого плану». До її акторських успіхів можна також віднести роль доглядальниці Алекс у фільмі жахів Джона Лендіса «Американський перевертень у Лондоні» (1981), який мав величезну популярність.
У 1980-ті роки активно виступала на театральній сцені у складі Королівської шекспірівської трупи в Стредфорді. Тим часом її роботи в кіно ставали все рідкіснішими. Згодом вона знімалася, головним чином, у телесеріалах, в тому числі таких як «Красуні» (1995), «Бркмвелл» (1998) і «Примари» (2000). 2000 року знялася у третій за свою кар'єру екранізації роману «Діти залізниці», в ролі матері сімейства. З 2012 року знімається в одній з головних ролей сестри Юліани в телесеріалі BBC One «Викличте акушерку».

## Особисте життя
У 1989 році на фестивалі мистецтв познайомилася зі шведом Йоханом Земом, власником готелю в Беркширі. 4 серпня 1990 року вони одружилися. 25 грудня 1990 року народила сина Джонатана. Зараз сім'я проживає в районі Кембервелл у Лондоні.

## Вибрана фільмографія
| Рік         |    | Українська назва                    | Оригінальна назва                   | Роль                             |
| ----------- | -- | ----------------------------------- | ----------------------------------- | -------------------------------- |
| 1971        | ф  | Обхід                               | Walkabout                           | дівчина                          |
| 1976        | ф  | Втеча Логана                        | Logan's Run                         | Джессіка                         |
| 1976        | ф  | Орел приземлився                    | The Eagle Has Landed                | Моллі Прайор                     |
| 1977        | тф | Людина в залізній масці             | The Man in the Iron Mask            | Луїза де Лавальер                |
| 1977        | ф  | Еквус                               | Equus                               | Джилл Мейсон                     |
| 1978        | ф  | Любов, куля і лють                  | Amore, piombo e furore              | Кетрін Сібанек                   |
| 1979        | ф  | Домінік                             | Dominique                           | Енн Баллард                      |
| 1981        | ф  | Американський перевертень у Лондоні | An American Werewolf in London      | медсестра Алекс Прайс            |
| 1990        | ф  | Швидше вітру                        | King of the Wind                    | Ханна Коук                       |
| 1990        | ф  | Людина пітьми                       | Darkman                             | лікарка                          |
| 1990        | ф  | Дитяча гра 2                        | Child's Play 2                      | Джоанна Сімпсон                  |
| 1995        | ф  | Синій сік                           | Blue Juice                          | Гвиневра / Мері Фентон           |
| 2007        | ф  | Ірина Палм зробить це краще         | Irina Palm                          | Джейн                            |
| 2009        | ф  | 1939                                | Glorious 39                         | Мод                              |
| 2010        | с  | Убивства в Мідсомері                | Midsomer Murders                    | Ізобель Четтем                   |
| 2010        | ф  | Руки-ноги за любов                  | Burke and Hare                      | Люсі                             |
| 2011        | ф  |                                     | Outside Bet                         | Ширлі Бакстер                    |
| 2012 — 2024 | с  | Викликайте акушерку                 | Call the Midwife                    | сестра Джуліана                  |
| 2012        | ф  | Месники                             | The Avengers                        | член Світової Ради Безпеки Хоулі |
| 2014        | ф  | Перший месник: Друга війна          | Captain America: The Winter Soldier | член Світової Ради Безпеки Хоулі |
| 2015        | ф  | Королева пустелі                    | Queen of the Desert                 | Флоренс Белл                     |